# Téléthon
 (avril 2017).
Si vous disposez d'ouvrages ou d'articles de référence ou si vous connaissez des sites web de qualité traitant du thème abordé ici, merci de compléter l'article en donnant les références utiles à sa vérifiabilité et en les liant à la section « Notes et références ».
Un téléthon, mot-valise créé à partir des mots télévision et marathon, est une émission de télévision de très longue durée dont le but est de recueillir des fonds pour une œuvre caritative. C'est un concept apparu aux États-Unis dans les années 1950, tout d'abord pour aider les malades atteints de poliomyélite.
Habituellement, de nombreux artistes (chanteurs, musiciens, comédiens) soutiennent la cause et appellent le public à faire des dons. Les promesses de dons sont recueillies via un standard téléphonique composé de bénévoles (du Lions Clubs principalement), et un compteur situé sur le plateau affiche en temps réel le montant recueilli.

## Téléthons en Amérique du Nord

### Téléthons aux États-Unis
Aux États-Unis, il existe plusieurs téléthons. Les premiers étaient organisés afin de rassembler des fonds pour des institutions locales. Le plus ancien téléthon annuel diffusé sur le même canal sans interruption est le téléthon local de lutte contre l’infirmité motrice cérébrale diffusé par WBAY-TV, Green Bay (Wisconsin). Ce téléthon a débuté le premier week-end de mars 1954 par 22 heures d'émission consécutives. En longévité, juste après le téléthon de Green Bay, on trouve la WHAS Crusade for Children diffusée par la chaîne de télévision WHAS-TV et la radio AM WHAS à Louisville (Kentucky). Cette « Croisade pour les enfants » débute en octobre 1954 à Louisville et s'est, depuis, étendue au reste de l’État du Kentucky et à une partie de l’Indiana. La « Croisade » est surtout connue grâce aux brigades de pompiers qui collectent, en mai et juin, des fonds aux carrefours sur les routes de toute la région. Actuellement, la « Croisade pour les enfants » réunit annuellement plus de 5 millions de dollars, et est, de ce fait, le téléthon local qui connait le plus grand succès aux États-Unis.
Avec l'essor des téléthons locaux, sont apparues des idées au niveau national. Le principal téléthon au niveau national a lieu le jour du travail (Labor day). Il a été créé par Jerry Lewis en 1966, sous le nom de Jerry Lewis MDA Telethon, pour rassembler des fonds pour le traitement de la dystrophie musculaire.  En 1966, le téléthon avait réuni 1 002 114 US$ ; en 2007, le téléthon américain a récolté 63,8 millions US$.

### Téléthons au Canada
En Saskatchewan, la fondation Kin Canada réalise un téléthon de 20 heures, connu sous le nom de Telemiracle. Depuis sa création en 1977, Telemiracle a récolté plus de 74 millions $CAN, dont la somme record de 5,6 millions $CAN lors de l'édition 2007. Le téléthon est réalisé en alternance depuis les deux principales villes de la Saskatchewan, Saskatoon et Regina.
L'organisme Opération Enfant Soleil organise aussi chaque année à Québec le téléthon éponyme. Il reçoit de très nombreux artistes locaux et a permis le 4 juin 2017 de récolter 20 107 287 dollars canadiens pour les enfants malades.

## Téléthon en Amérique latine

### Téléthon au Chili

Symbole du Téléthon chilien

Au Chili, le téléthon (localement « Teletón »), qui a lieu tous les ans au mois de décembre depuis 1978, fut dirigé depuis le début par Don Francisco et par Julio Videla. À leur instigation, toutes les chaînes de télévision diffusent le téléthon pour réunir des fonds afin d'aider les enfants handicapés (la plupart souffrant d'infirmité motrice cérébrale) des centres « IRI » (Instituto de Rehabilitación Infantil). Depuis que le téléthon a commencé, 260 millions de dollars ont été rassemblés (avec un record en 2006 avec 22 millions de dollars récoltés en 2 jours) et neuf centres IRI ont été construits. Cependant, on considère que le grand acquis de cette émission a été l'intégration et le respect des handicapés.
Au Chili, le téléthon est un symbole d'unité nationale et est, proportionnellement, le téléthon le plus suivi au monde.
Cette idée de téléthon a aussi inspiré d'autres pays en Amérique latine comme le Mexique ou le Brésil avec les mêmes objectifs.
En 2007, le téléthon chilien a permis de récolter 13 255 231 970 pesos, soit près de 18 millions d'euros.
À la suite des deux importantes catastrophes naturelles qui ont touché le Chili, le séisme de Santiago en 1985 (es) et le séisme chilien de 2010, les deux émissions de téléthon chiliennes, organisées exceptionnellement en 1985 et en 2010, forment en réponse un ensemble Chile ayuda a Chile.
| Édit. | Dates               | Slogan                            | Enfant symbole         | Promesses de dons | Sommes collectées4 | ±%     | US$        |
| ----- | ------------------- | --------------------------------- | ---------------------- | ----------------- | ------------------ | ------ | ---------- |
| 1978  | 8 et 9 déc.         | Obtenons le miracle               | Jane Hermosilla        | 30 790 000        | 84 361 838         | 173,99 | 5 421 619  |
| 1979  | 30 nov. et 1er déc. | Répétons l'incroyable             | Valeria Arias          | 84 361 838        | 138 728 450        | 64,44  | 6 464 132  |
| 1980  | 5 et 6 déc.         | Debout l'espérance                | José Morales           | 138 728 450       | 176 420 628        | 27,17  | 6 245 644  |
| 1981  | 11 et 12 déc.       | Ensemble, tout est possible       | Ana María Cortés       | 176 420 628       | 202 436 220        | 14,75  | 6 451 607  |
| 1982  | 10 et 11 déc.       | Le dernier pas, le plus important | Francisco Muñoz        | 202 436 220       | 263 402 022        | 30,12  | 6 997 535  |
| 1985  | 6 et 7 déc.         | Le miracle de tous                | Víctor Muñoz           | 263 402 022       | 368 495 845        | 39,90  | 5 118 424  |
| 1987  | 4 et 5 déc.         | Pour croire en vie                | Víctor Torres          | 368 495 845       | 502 293 311        | 36,31  | 4 849 540  |
| 1988  | 2 et 3 déc.         | C'est une tâche de tous           | Rodrigo Cáceres        | 502 293 311       | 711 712 019        | 41,69  | 6 193 670  |
| 1990  | 7 et 8 déc.         | Il ne peut personne manquer       | Daniela Muñoz          | 711 712 019       | 1 153 291 010      | 62,04  | 6 404 372  |
| 1991  | 29 et 30 nov.       | Grâce à vous                      | Ángela Castro          | 1 153 291 010     | 1 803 923 485      | 56,42  | 8 501 810  |
| 1992  | 27 et 28 nov.       | Il y a tant pour faire            | Nicolás Sánchez        | 1 803 923 485     | 2 874 230 697      | 59,33  | 11 882 333 |
| 1994  | 2 et 3 déc.         | Le compromis du Chili             | Loreto Manzanero       | 2 874 230 697     | 3 640 286 169      | 26,65  | 12 333 809 |
| 1995  | 1er et 2 déc.       | Notre grande œuvre                | Marcel Cáceres         | 6 277 027 832     | 5 534 774 829      | -11,82 | 17 332 596 |
| 1996  | 6 et 7 déc.         | Une autre étape a avancé          | Nicole Núñez           | 5 534 774 829     | 5 692 426 301      | 2,85   | 16 730 177 |
| 1998  | 4 et 5 déc.         | Tous que nous avons comptés       | Scarlett Barrientos    | 5 692 426 301     | 6 029 912 577      | 5,93   | 15 990 236 |
| 2000  | 1er et 2 déc.       | Un défi pour les Chiliens         | Ignacio Soto           | 6 029 912 577     | 6 772 445 028      | 12,31  | 16 727 665 |
| 2002  | 29 et 30 nov.       | Le Téléthon est à vous            | Kimberly Cruz          | 10 000 000 000    | 10 532 480 521     | 5,32   | 24 513 946 |
| 2003  | 21 et 22 nov.       | Rappelez-vous, c'est le vôtre!    | Camilo Valverde        | 10 532 480 521    | 10 600 000 000     | 0,64   | 24 438 268 |
| 2004  | 3 et 4 déc.         | Ils dépendent de vous             | Catalina Paillamilla   | 10 600 000 000    | 11 403 914 256     | 7,58   | 25 655 022 |
| 2006  | 1er et 2 déc.       | Pourtant le cœur                  | Kelly Rodríguez        | 11 403 914 256    | 11 804 425 008     | 3,51   | 25 094 611 |
| 2007  | 30 nov. et 1er déc. | Dans chaque étape vous êtes       | Matías Calderón        | 11 804 425 008    | 13 255 231 970     | 12,29  | 26 228 248 |
| 2008  | 28 et 29 nov.       | Grâce à toi, on peut continuer    | Catalina Aranda        | 13 255 231 970    | 16 589 850 127     | 25,16  | 24 797 982 |
| 2010  | 3 et 4 déc.         | Chili, un seul cœur               | Cristóbal Galleguillos | 16 589 850 127    | 18 890 559 347     | 13,87  | 39 437 493 |
| 2011  | 2 et 3 déc.         | Avec la force du cœur             | Isidora Guzmán         | 18 890 559 347    | 21 735 065 277     | 15,06  | 42 236 815 |
| 2012  | 30 nov. et 1er déc. | Seulement le cœur                 | Sebastián Montalván    | 21 735 065 277    | 25 445 520 245     | 17,07  | 53 017 023 |
| 2014  | 28 nov. et 29 nov.  | Nous sommes tous                  | Matías Torres          | 25 445 520 245    | 28 176 895 804     | 10,73  | 47 407 120 |
| 2015  | 27 nov. et 28 nov.  | Tous la faisons                   | Antonella Alcántara    | 28 176 895 804    | 30 601 978 621     | 8,61   | 49 881 717 |
| 2016  | 2 déc. et 3 déc.    | L'étreinte du Chili               | Vicente Jopia          | 30 601 978 621    | 32 040 179 848     | 4,7    | 50 579 759 |
| 2017  | 1er déc et 2 déc.   | L'étreinte de tous                | Amylee Olivia          | 32 040 179 848    | 32 522 991 111     | 1,5    | 50 398 238 |
| 2018  | 30 nov. et 1er déc. | Le cadeau de tous                 | Florencia Catalán      | 32 522 991 111    | 32 851 438 341     | 1      | 50 567 554 |

### Téléthon au Panama
Le Panama est l’un des premiers pays du continent américain à organiser un téléthon. Celui-ci est organisé par le « Club activo 20-30 » et la ville de Panama sous l’appellation Teleton 20-30 de Panamá.
Le premier téléthon a eu lieu en décembre 1981. Son objectif était la construction et l'équipement du « Centro de Rehabilitación para Impedidos » (CRI), aujourd'hui appelé « Instituto Nacional de Medicina Física y Rehabilitación » (INMFR). Depuis, le téléthon aura lieu sans interruption jusqu'en 1984. De 1985 à 1989, le téléthon est interrompu à cause de la grave crise politique et économique à laquelle le pays doit faire face.
En 1990, commence la « seconde » période du téléthon panaméen. Cette période se distingue de la précédente par des objectifs visant des projets différents chaque année. Cela va de l'achat d'équipements pour des hôpitaux publics dans tout le pays jusqu'à la construction de cliniques de consultation externe, en passant par des centres de réadaptation intégrale dans les principales villes du pays, ou par des programmes d’aide alimentaire entre autres choses.
La dernière édition du « Teleton 20-30 de Panamá » a eu lieu les 15 et 16 décembre 2006. À cette occasion, l’objectif était le projet appelé « Sistema Único de Marcación de Emergencias 911 ». Il consistait en la création d'un service d'urgences téléphonique centralisé permettant l’obtention rapide d’aide en cas d’urgences grâce à système de communications de haute technologie. Ce téléthon a réuni 4 312 225,27 USD. Le téléthon panaméen est l’un de ceux qui récoltent le plus d’argent par habitant avec 1,40 US$ par Panaméen.
En principe, le téléthon est retransmis depuis le Théâtre Anayansi du Centre de Conventions ATLAPA de la ville de Panama bien que les dernières éditions aient été retransmises depuis le Salón Las Islas, situé dans le même bâtiment.

### Téléthon au Pérou
Au Pérou, le téléthon est réalisé depuis 1981 par la chaîne RBC Televisión et son propriétaire Ricardo Belmont Cassinelli, et, depuis 1981 jusqu'en 1994, diffusé par tous les canaux ouverts au Pérou. Le téléthon soutient les enfants de la clinique Hogar Clínica San Juan de Dios. Ce téléthon a connu un grand succès dès la première année et jusqu'en 1993, date à laquelle la Hogar Clínica réalise son dernier événement sous ce nom.
Depuis 1994, il a été remplacé par d'autres événements comme Teleamor (réalisé sous l'égide de la Fundación Peruana de Cáncer et diffusé par l'América Televisión dans la seconde moitié des années 1990), TeleVida (diffusé en 2003 et 2004 par Frecuencia Latina), pendant que la Hogar Clínica San Juan de Dios — forte de sa licence gratuite pour la diffusion d'événements sous l'appellation « téléthon » — lance, en 1997 et 1998, TeleSanJuan par le biais de Panamericana Televisión, puis migre vers Frecuencia Latina en 1999, revenant sur Panamericana Televisión en 2002 avec Todos por Amor.
Cependant, aucun de ces événements n'a obtenu le succès de la première mouture du téléthon. En 2003, Panamericana Televisión et OKTV tentent de relancer le téléthon sous le slogan « Vuelve la Esperanza » (Retour de l'espoir). L'objectif d'un million de dollars de promesses de don a été très difficilement atteint, montrant le peu d'intérêt du public pour ce genre d'événements.
En 2007, en raison du tremblement de terre du 15 août de cette même année, les organisateurs ont décidé de suspendre l'événement pour la troisième fois en 26 ans, mais Ricardo Belmont Cassinelli a annoncé qu'un Téléthon sera mis sur pieds en 2008 dans le cas où les ressources de la Hogar Clínica San Juan de Dios viendraient à manquer.

### Téléthon au Brésil
Le Téléthon est organisé depuis 1998 par l'association AACD et transmis par la chaîne de télévision SBT, lors d'une programmation spéciale d'environ 26 heures d'affilée, sur le modèle de ce qui est pratiqué en France pour cet événement. Les fonds récoltés sont destinés aux enfants handicapés selon une formule semblable à celle du téléthon chilien. Les campagnes ont ainsi permis la création au fil des années de neuf unités de traitement de diverses déficiences concernant principalement les enfants: consistant en hôpitaux orthopédiques, centres de réhabilitation, centres de diagnostics, centres de recherche.
Les diverses campagnes ont permis de récolter environ 10 millions de Reais au cours des premières années. Ce chiffre a augmenté par la suite pour atteindre environ 30 millions de Reais ou plus depuis 2012. La campagne de dons des 25 et 26 octobre 2019 a permis de récolter auprès du public (particuliers et entreprises privées) la somme de 32,45 millions de Reais, soit environ 6,5 millions d'euros.
La campagne de dons organisée chaque année par la TV Globo et nommée Criança Esperança n'a ni les mêmes buts du Téléthon, ni le nom. Elle fournit des fonds à des associations locales garantissant des activités extra-scolaires à des enfants et adolescents de quartiers défavorisés de certaines villes brésiliennes.

### Téléthon au Mexique
Depuis 1997, le Mexique, par l'entremise de Fernando Landeros, président de la Fundación Teletón, organise chaque année au mois de décembre, un téléthon qui atteint chaque fois l'objectif fixé.
Le téléthon est produit par Televisa, la plus importante chaîne de télévision au Mexique, en association avec plus de 700 autres médias et entreprises mexicains. Seule TV Azteca, la seconde chaîne derrière Televisa, ne participe pas à l'événement.
L'argent récolté sert à construire et gérer des « Centros de Rehabilitación Infantil Teletón » (CRIT), « centres téléthon de réadaptation pour enfants ». Au Mexique, il existe onze de ces centres (CRIT) : État de Mexico, Guadalajara, État de Oaxaca, Aguascalientes, Coahuila, État de Guanajuato, Hidalgo, État de Chihuahua, Chiapas, Ciudad Nezahualcóyotl et Quintana Roo.
Lors de la dernière[Quoi ?] édition, le 8 et 9 décembre 2006, le téléthon mexicain a récolté 420 369 748 MXN (35 705 941 USD). Avec cette somme, il est prévu de construire deux nouveaux CRIT, un Tamaulipas et l'autre à Yucatán.
En 2005, un téléthon spécial a été mis sur pied pour rassembler des fonds pour les victimes de l'ouragan Wilma, l'une des plus grandes catastrophes ayant touché l'Amérique latine ces dernières années. À cette occasion, plus de 100 millions MXN (9,2 millions USD) ont été récoltés.

## Téléthon en Europe
La plupart des pays d'Europe occidentale possèdent leur propre téléthon, à la suite de son arrivée en France en 1987 et son succès immédiat, qui a débordé immédiatement les frontières, à la demande des téléspectateurs des pays limitrophes.

### Téléthon en France
C'est après avoir fait un voyage aux États-Unis pour étudier le Téléthon dédié aux dystrophies musculaires que Bernard Barataud (président de l'Association française contre les myopathies de 1982 à 2001,) et Pierre Birambeau (directeur du développement) décident de transposer le concept en France. Le but est double : faire connaître les maladies génétiques rares, et récolter des fonds pour financer la recherche.
La première édition aura lieu en 1987 et présenté en direct par des journalistes et animateurs français (Michel Drucker, Claude Sérillon, Gérard Holtz et Jacques Chancel) et parrainée par Jerry Lewis, l'animateur de la version américaine (The Jerry Lewis MDA Labor Day Telethon).
Le record de l'émission est en 2006 avec 106 696 532 euros collectés.
Le Téléthon est diffusé par France Télévisions sur ses chaînes le premier week-end du mois de décembre de chaque année sur les chaînes de France Télévisions qui diffusent l'émission animée par Nagui et Sophie Davant depuis 2004, auquel se joint Cyril Féraud en 2017.

### Téléthon en Belgique et en Suisse
En raison de la diffusion des chaines françaises dans ces deux pays, un téléthon est régulièrement organisé dans ces deux pays aux mêmes dates qu’en France. Des associations nationales similaires à l’AFM française y ont été créées et y récoltent les dons par un numéro de téléphone identique. Toutefois les collectes des deux pays sont séparées en Belgique celui du CAP48 de la RTBF et du Télévie sur RTL-TVI.
Pour la Suisse lien vers le site internet de la fondation telethon suisse: https://telethon.ch/

### Téléthon en Italie
En Italie, le téléthon existe depuis 1990. Il est basé sur le modèle original de Jerry Lewis. Les fonds récoltés servent à combattre la dystrophie musculaire. Les dons sont répartis entre trois instituts de recherche basés à Milan, Naples et Sarcedo, auxquels s'ajoute l'institut créé par Renato Dulbecco, Nobel de physiologie et de médecine en 1975.

### Téléthon au Royaume-Uni
Au Royaume-Uni, plusieurs téléthon sont organisés chaque année, comme le téléthon de Comic Relief, dont l'argent récolté est destiné aux enfants les plus défavorisés du pays et de l'Afrique et qui, dans sa version de 2005, a rassemblé 65 millions de livres sterling, ou encore Children in Need de la BBC.

### Téléthon en Espagne
L'origine du téléthon le plus vu en Espagne se trouve dans une émission de divertissement sur la chaîne Telemadrid (télévision autonome de la Communauté de Madrid) où l'on présentait des vidéos de caméra cachée piégeant des célébrités, pendant le jour des Innocents (28 décembre). En 1995 c'est Antena 3 qui récupère le format, associé à la Fondation Inocente, Inocente. L'émission devient alors un gala de charité grâce à la participation des célébrités piégées. Les bénéfices sont toujours destinés à des ONG s'occupant d'enfants. Ce gala a été retransmis certaines années par Telecinco, et est actuellement diffusé sur La 1.
Cependant, c'est le Marató de TV3 (télévision autonome de la Catalogne), plus ancien téléthon, qui récolte le plus d'argent en Espagne, avec un record de 12 387 634 € en 2012. La programmation du téléthon de TV3 dure pratiquement 24 h et de nombreuses manifestations sont organisées dans toute la Catalogne afin de récolter un maximum d'argent. Depuis 2005, plusieurs artistes catalans et espagnols enregistrent un CD qui est vendu, la semaine précédant le marathon, avec les principaux journaux de Catalogne.

### Téléthon au Luxembourg
Au Luxembourg, le téléthon existe depuis 1994. À ce jour, un montant total de 2,9 millions d'euros a été collecté et transmis à l'AFM.

## Autres pays

### Téléthon en Australie
Chaque année, la chaîne TVW (filiale à Perth de Seven Network) organise en Australie-Occidentale un téléthon de 25 heures, le Channel Seven Perth Telethon, afin de récolter de l'argent pour le Princess Margaret Hospital for Children, le Telethon Institute for Child Health Research et le Telethon Speech and Hearing Centre. Ce téléthon est l'un de ceux qui récolte le plus d'argent par habitant au niveau mondial.

### Téléthon en Israël
En Israël, il n’y a pas de téléthon avec des objectifs d'aide à la recherche pour les maladies rares et les malades. Cependant, le teletrom (טלתרום en hébreu, où « trom » signifie « don ») récolte des dons afin de soutenir les blessés de Tsahal.

### Téléthon au Japon

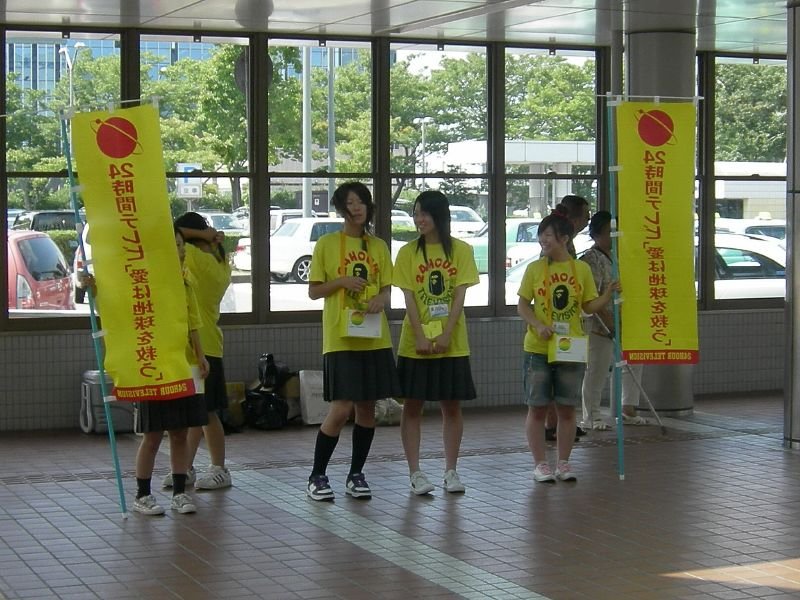
Collecte pour le téléthon japonais

La chaîne Nippon Television réalise le téléthon L'Amour sauve la Terre (24時間テレビ 「愛は地球を救う」, Nijūyo-jikan terebi « Ai wa chikyū o sukuu ») depuis 1978 au mois d'août. En plus des programmes en faveur des malades, il soutient également des causes en faveur des défavorisés, victimes de guerre ou de catastrophes naturelles, etc. L'événement, qui malgré son titre dure environ 27 heures, est divisé en plusieurs parties, et présenté par Kazuo Tokumitsu (徳光 和夫, Tokumitsu Kazuo) depuis 1980. Il se déroule généralement au Nippon Budokan, et met en lumière la carrière d'un marathonien.
Depuis 2005, Kazuo Tokumitsu présente avec Yukari Nishio (西尾 由佳理, Nishio Yukari) l'émission, qui récolte en moyenne 1 milliard de yens (entre 5 et 9 millions d'euros) pour 18,5 % de part d'audience. Ces dernières années, elle a été parrainée par Kanjani8 (2011), NEWS (2009) Arashi (2004 et 2008), KAT-TUN (2006), des membres de SMAP (1995 et 2005), Tokio (1998, 2003 et 2010), Morning Musume (2001 et 2002), SPEED (1999), et Ryōko Hirosue (avec Tokio en 1998).
La chaine de télévision par satellite pour adultes Paradise TV (パラダイステレビ, Paradaisu terebi) réalise le Téléthon L'Érotisme sauve la Terre (24時間テレビ エロは地球を救う, Nijūyo-jikan terebi Ero wa chikyū o sukuu) depuis 2003, pour récolter des fonds destinés à la lutte contre le SIDA, également au mois d'aout. En 2009, deux millions de yens (environ 18 000 euros) ont été récoltés, et remis à la Fondation pour la prévention du SIDA (エイズ予防財団, Eizu yobō zaidan). En 2012, 4,2 millions de yens (environ 43 000 euros) ont été récoltés, le double de 2011.